# And Now!
| Recensione                        | Giudizio   |
| --------------------------------- | ---------- |
| AllMusic                          | [ 2 ]      |
| The New Rolling Stone Album Guide | [ 3 ]      |
| Sputnikmusic                      | 3.0 (Good) |

And Now! è il terzo album degli Booker T. & the M.G.'s, pubblicato dalla Stax Records nel novembre del 1966.

## Tracce

### LP
Lato A
1. My Sweet Potato – 2:40 (Steve Cropper, Booker T. Jones, Al Jackson) – Registrato nel 1966 a Memphis, Tennessee (Stati Uniti)
2. Jericho – 2:30 (Brano tradizionale, arrangiamento: S. Cropper, B.T. Jones, D. Dunn, A. Jackson) – Registrato il 19 settembre 1966 a Memphis, Tennessee (Stati Uniti)
3. No Matter What Shape – 2:50 (Granville Alexander (Sascha) Burland) – Registrato il 19 settembre 1966 a Memphis, Tennessee (Stati Uniti)
4. One Mint Julep – 2:45 (Rudy Toombs) – Registrato il 9 luglio 1965 (data non certa) a Memphis, Tennessee (Stati Uniti)
5. In the Midnight Hour – 2:50 (Steve Cropper, Wilson Pickett) – Registrato il 19 settembre 1966 a Memphis, Tennessee (Stati Uniti)
6. Summertime – 4:35 (DuBose Heyward, George Gershwin, Ira Gershwin) – Registrato il 9 luglio 1965 (data non certa) a Memphis, Tennessee (Stati Uniti)

Lato B
1. Working in the Coal Mine – 2:40 (Allen Toussaint) – Registrato il 19 settembre 1966 a Memphis, Tennessee (Stati Uniti)
2. Don't Mess Up a Good Thing – 2:20 (Oliver Sain) – Registrato il 19 settembre 1966 a Memphis, Tennessee (Stati Uniti)
3. Think – 2:53 (Lowman Pauling) – Registrato il 19 settembre 1966 a Memphis, Tennessee (Stati Uniti)
4. Taboo – 4:20 (Margarita Lecuona) – Registrato il 19 settembre 1966 a Memphis, Tennessee (Stati Uniti)
5. Soul Jam – 3:00 (Steve Cropper, Booker T. Jones, Donald Dunn, Al Jackson) – Registrato il 19 settembre 1966 a Memphis, Tennessee (Stati Uniti)
6. Sentimental Journey – 3:10 (Les Brown, Benjamin Homer, Bud Green) – Registrato il 19 settembre 1966 a Memphis, Tennessee (Stati Uniti)

## Musicisti
- Booker T. Jones - organo, pianoforte (brano: My Sweet Potato)
- Steve Cropper - chitarra, basso (brano: My Sweet Potato)
- Donald Dunn - basso, claves (brano: My Sweet Potato)
- Al Jackson Jr. - batteria[1][6]

Note aggiuntive
- Jim Stewart - produttore, supervisore
- Ronnie Stoots - design copertina album originale
- Deanie Catron - note retrocopertina album originale

## Classifica
Album
| Anno | Classifica             | Posizione raggiunta |
| ---- | ---------------------- | ------------------- |
| 1967 | Top R&B/Hip-Hop Albums | 18                  |

Singoli
| Anno | Titolo del brano | Classifica            | Posizione raggiunta |
| ---- | ---------------- | --------------------- | ------------------- |
| 1966 | My Sweet Potato  | Hot R&B/Hip-Hop Songs | 18                  |